# Wewelsburg

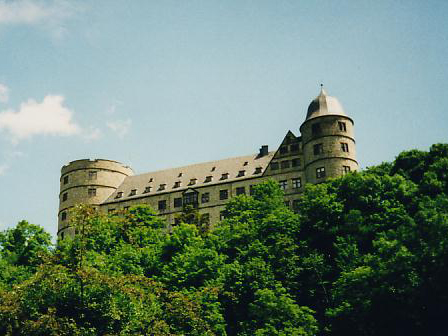
Wewelsburg

Wewelsburg (pronunciada [ˈveːvəlsˌbʊɐ̯k]) é um castelo renascentista localizado a nordeste da Renânia do Norte-Vestfália, Alemanha, na vila de Wewelsburg, desde 1975 um bairro da cidade de Büren. O castelo ficou conhecido por ter sido utilizado pela SS em 1934 sob o comando de Heinrich Himmler.

## História
Wewelsburg foi construído de 1603 a 1609 por ordem do príncipe de Paderborn. Ele está localizado onde teria ocorrido a  Batalha da Floresta de Teutoburgo. Em 1802, o castelo tornou-se propriedade do estado prussiano e treze anos mais tarde, foi atingido por incêndio que danificou a Torre Norte.

## SS
No ano de 1925 o castelo foi transformado num museu e seis anos depois a torre norte provaria a sua fragilidade arquitetônica e teve que ser sustentada por tirantes. Em 1934, por sugestão de Karl Maria Wiligut, Heinrich Himmler fez um acordo com o distrito de Paderborn no qual ele se tornaria proprietário do castelo por cem anos, inicialmente com o objetivo de reformá-lo e transformá-lo numa escola para as lideranças nacional-socialistas (Führerkorps).
Ele tinha intenção de renovar e remodelar o castelo, transformando-o em uma "escola de formação de líderes da SS" ("Reichsführerschule SS"). Cursos para funcionários da SS em temas como a pré-história, mitologia, arqueologia e arte foram criados. Os campos de atividades foram:
- Pré-história;
- história medieval e estudos da vida popular;
- constituir a "Biblioteca do Schutzstaffel de Wewelsburg";
- reforçar a ideologia nacional socialista na aldeia de Wewelsburg.

Desde 1936, Himmler deseja ser representante central  ideológico da SS. No início da "Reichsarbeitsdienst" foram feitas as alterações no castelo. Entre 1939 e 1943, prisioneiros do campo concentração de Sachsenhausen e Niederhagen, realizaram as obras em Wewelsburg. O arquiteto  foi Hermann Bartels. De acordo com os planos de Himmler, o castelo deveria ser o "centro do mundo novo" ("Zentrum der neuen Welt"), após a "vitória definitiva".

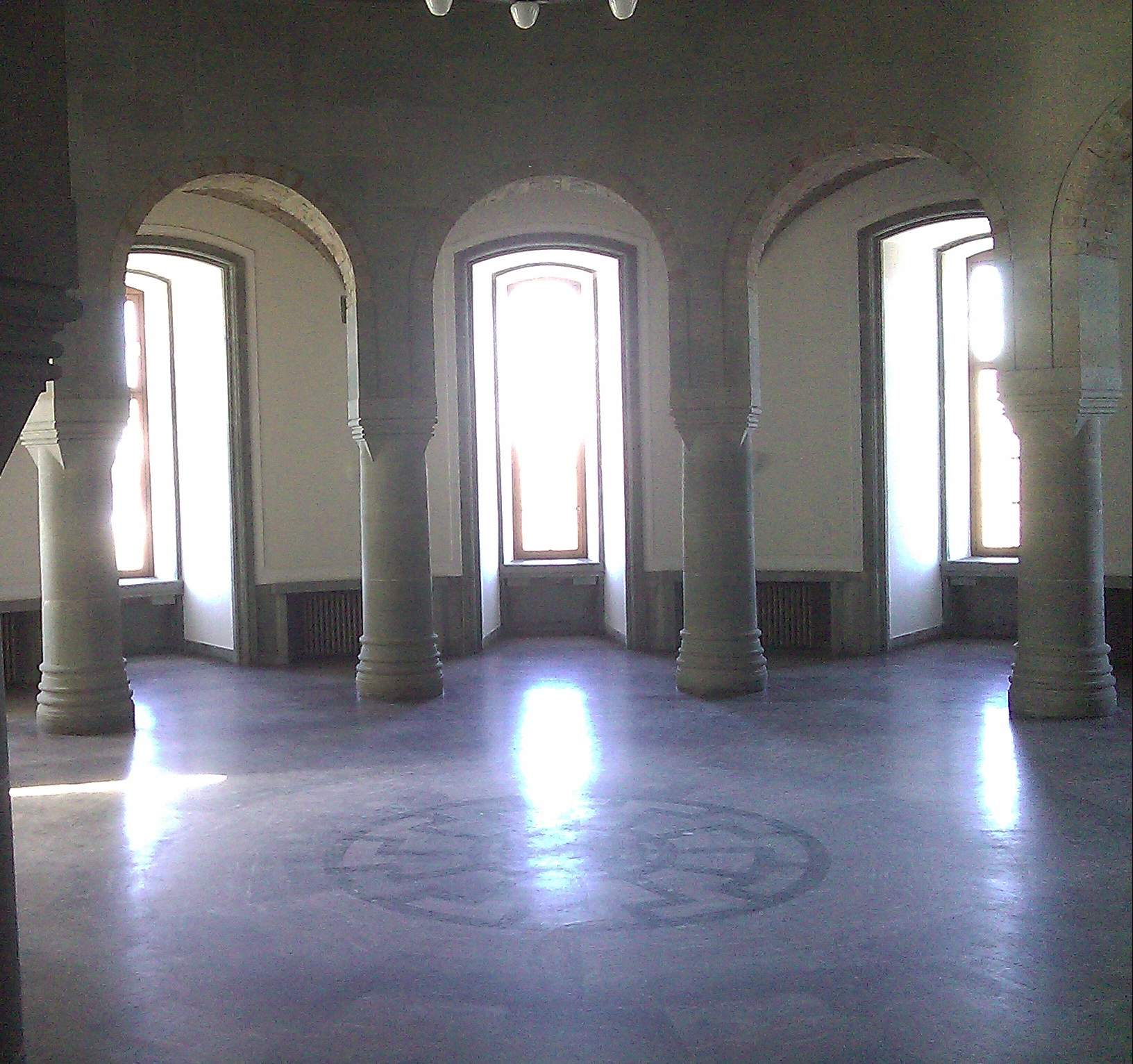
"Obergruppenführersaal"

Para as SS foram construídas duas salas no norte torre do castelo. Os quartos, hoje, podem ser visitados:
- o "Obergruppenführersaal" (literalmente: Sala dos Obergruppenführer - Sala dos generais). No chão em mármore, para as SS, foi criado um ornamento em forma de mosaico circular em cor verde escuro. Um disco dourado foi colocado em seu meio. O termo Sol negro para a roda solar de Wewelsburg se tornou popular após a Segunda Guerra Mundial.
- Na cave: a sala de oração para os mortos (não concluída).

Pouco antes do fim da guerra, a SS explodiu o castelo, que foi parcialmente destruído.

## Pós-Guerra
Hoje no castelo funcionam um albergue da juventude e um museu.